# Півень проспівав
«Пі́вень проспіва́в» (фр. Un coq chanta) — новела французького письменника Гі де Мопассана, видана у 1882 році. Сюжет твору розповідає про невдале побачення барона Жозефа де Круасара з пані Бертою д'Авансель.

## Історія
Ця новела вперше була надрукована в газеті «Gil Blas» 5 липня 1882 року. Автор присвятив її своєму другу, французькому художнику Рене Біллотові. У 1883 році Гі де Мопассан опублікував новелу в книжковому форматі в збірці «Бекасові казки». Український переклад цього твору здійснив Максим Рильський. Уперше новела побачила світ у видавництві «Дніпро», у восьмитомному зібранні творів Гі де Мопассана, вдруге — У 1990 році у двотомнику вибраних творів письменника.

## Сюжет
Барон Жозеф де Круасар тривалий час упадає за пані Бертою д'Авансель. Її чоловік удає, що нічого не бачить, та попри його мовчазну згоду на перелюб сама пані д'Авансель не поспішає відповідати баронові взаємністю. Аж ось барон влаштовує в своєму маєтку велике полювання і пані Берта натякає, що «якщо ви уб'єте звіра, я щось для вас матиму». Заохочений кавалер перетворюється на запального мисливця, а пасія весь час уміло підігріває його шал. Зрештою вепра впіймано. Мисливська валка повертає до замку. Пані д'Авансаль дає зрозуміти, що цієї ночі вона чекатиме коханця в ліжку. Той приходить, але кокотка Берта виходить з кімнати, змушуючи барона чекати на неї. Зморений полюванням Жозеф засинає і прокидається тільки вранці від крику півня. Він питає: «Що це?» і пані д'Авансаль відповідає йому так само зневажливо, як і власному чоловікові: «То півень проспівав».

## Аналіз твору
Як і багато інших новел Гі де Мопасанна, ця має психологічний характер. У ній автор з певним відтінком сатири висміює надмірну романтизацію позашлюбних відносин, в яких обидва коханці вбачають щось надзвичайне, в той час як насправді вони є пересічними чоловіком і жінкою. Іншою соціальною вадою, яку Гі де Мопассан критикує в багатьох своїх творах, є жіноче кокетування. В цій новелі письменник показує, як пані д'Авансаль, надмірно зволікаючи з інтимною близькістю, намагається запалити коханця, щоб зробити його поступливішим, але зрештою отримує облизня. Її розчарування показує неприкрашену дійсність — між коханцем і чоловіком насправді немає суттєвої різниці.